# تناقض كارول
في الفيزياء، ينشأ تناقض كارول (Carroll's paradox) عند تقدير حركة القضيب الصلب الساقط، وخصوصًا الحركة المقيدة. فإذا اعتُبرت الحركة ذات اتجاهٍ واحد، فإن الزخم الزاوي يظل ثابتًا، وإذا تم اعتبارها في اتجاه مختلف، فإن الزخم الزاوي يتغير. وقد سُمي تناقض كارول على اسم مايكل إم كارول (Michael M. Carroll)، والذي كان أول من كتب عن تناقض كارول في 1984.

## الشرح
لنفترض وجود دائرتين متحدتي المركز، أنصاف أقطارهما هي {\displaystyle r_{1}} و{\displaystyle r_{2}} بحيث يُمكن أن يُرسما على وجه ساعة حائط. ولنفترض أيضًا وجود قضيب ثقيل صلب مستوِ طوله {\displaystyle l=|r_{2}-r_{1}|} مقيد إلى حد ما بين هاتين الدائرتين، بحيث يصبح أحد طرفي القضيب على الدائرة الداخلية، والطرف الأخر على الدائرة الخارجية. وتصبح حركة القضيب بطول تلك الدائرتين، واللتين تعملان كأدلة، لا احتكاكية. ويتم إيقاف القضيب عند موضع الساعة الثالثة، بحيث يكون وضعه أفقيًا، ثم يتم إطلاقه مرةً أخرى.
والآن، قم بتقدير الزخم الزاوي عند مركز القضيب:
1. يسقط القضيب بعد إطلاقه. كما يجب أن يدور أثناء حركته لأنه مقيد. وعندما يصل القضيب إلى وضع الساعة السادسة العمودي، فإنه يكون قد فقد طاقة الوضع، ولأن حركته لا احتكاكية، فإنه يكتسب طاقة حركية. ولذا، يمتلك القضيب زخمًا زاويًا.
2. إن قوة رد الفعل على القضيب من أي الدليلين الدائريين لا احتكاكية، ولذلك يجب أن يتم توجيهها على امتداد القضيب؛ فهناك لا يمكن أن يكون أي مكون من مكونات قوة رد الفعل عموديًا على القضيب. وعند تحديد العزم بالقرب من مركز القضيب، نكتشف عدم وجود أي عزم على القضيب، ولذا يظل زخمه الزاوي ثابتًا. ولأن القضيب يبدأ بزخم زاوٍ مقداره صفر، يجب أن يظل الزخم الزاوي على القضيب صفرًا طوال الوقت.

إن الحل الواضح لذلك التناقض هو أن الوضع المادي لا يمكن أن يحدث. وحتى يبقى القضيب في وضع قطري، يجب أن تبذل الدوائر قوة لا نهائية. وفي الحياة، قد لا يكون من الممكن بناء أدلة لا تبذل قوى رد فعل ملحوظة عمودية على القضيب. ولكن، تجادل فيكتور نامياس (Victor Namias) في فكرة أن القوى اللانهائية موجودة وتحدث، وعلل نامياس فكرته بأن القضيب محدود السمك يتعرض إلى عزم دوران بالقرب من مركز كتلته، حتى عندما يقترب عرضه من الصفر.